# とよおか湖公園

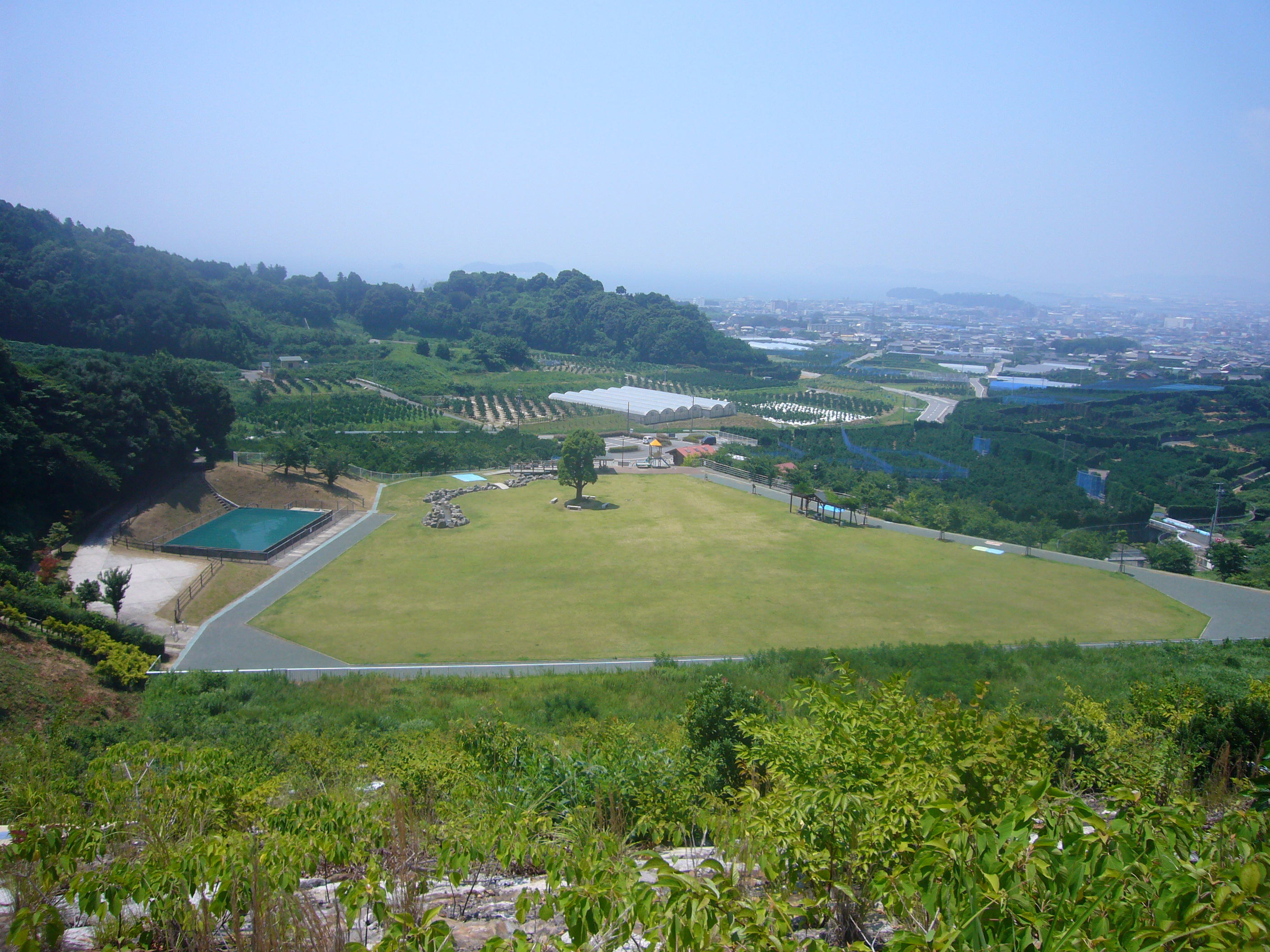
蒲郡調整池からの眺望

とよおか湖公園（とよおかここうえん）は、愛知県蒲郡市豊岡町にある市立の公園である。

## 概要
豊川用水蒲郡調整池（通称：とよおか湖）の整備により2002年（平成14年）4月に農村総合整備事業により整備された公園である。蒲郡調整池の南側に位置し、長い滑り台の複合遊具、芝生広場、親水施設がある。公園の中心には蒲郡市の「市の木」くすのきが植えられている。
高台に位置するため、竹島や三河湾をはじめ、渥美半島まで望める眺望のよい公園である。周辺はミカン畑が広がっている。家族連れや夜景を見るためにカップルが多数訪れる。

## 沿革
- 2002年（平成14年）4月 - 農村総合整備事業により整備され開園。
- 2007年（平成19年）4月 - 蒲郡市都市施設管理協会が指定管理者制度により運営を行う。

## その他
- トイレあり
- 駐車場あり（33台分）

## 蒲郡調整池
蒲郡調整池は、豊川用水西部幹線水路の終点近くにある、豊岡池を拡大して造られた調整池で「とよおか湖」と呼ばれる。
- 着工：1977年（昭和52年）
- 竣工：1997年（平成9年）
- 形式：中心遮水ゾーン型ロックフィルダム
- 総貯水量：612,000m3
- 有効貯水量：500,0003
- 河川名：豊川水系豊川
- 用途：洪水調整・農地防災、上水道用水、工業用水
- 管理：水資源機構

## 所在地
- 愛知県蒲郡市豊岡町曲り田110番262号

## アクセス
- JR東海道本線 三河三谷駅より徒歩で約30分。